# Transports en commun de Draguignan
Pour les articles homonymes, voir Ted.
Transports en Dracénie, ou TEDBus, est un réseau de transport en commun exploité par Dracénie Provence Verdon Agglomération au sein et aux alentours de la ville de Draguignan dans le Var.

## Lignes du réseau

### Aperçu
Le réseau compte dix lignes de bus régulières et une ligne de transport à la demande desservant les communes toutes les communes de l'agglomération. Les lignes régulières desservent, principalement, les villes au sud de la Dracénie (Draguignan, Trans-en-Provence, Les Arcs-sur-Argens, Le Muy, La Motte, Flayosc, Lorgues, Vidauban et Taradeau); mais aussi une ville au nord (Ampus). Pour toutes les autres communes de l'agglomération, le transport à la demande est à votre disposition.

### Lignes urbaines
| Ligne | Caractéristiques | Caractéristiques                                                          | Caractéristiques                                                          | Caractéristiques                                                          | Caractéristiques                                                          | Caractéristiques                                                          | Caractéristiques                                                          | Caractéristiques                                                          | Caractéristiques                                                          |
| 1     | Draguignan – Koenig ⥋ Draguignan – Hôpital / La Clappe | Draguignan – Koenig ⥋ Draguignan – Hôpital / La Clappe                    | Draguignan – Koenig ⥋ Draguignan – Hôpital / La Clappe                    | Draguignan – Koenig ⥋ Draguignan – Hôpital / La Clappe                    | Draguignan – Koenig ⥋ Draguignan – Hôpital / La Clappe                    | Draguignan – Koenig ⥋ Draguignan – Hôpital / La Clappe                    | Draguignan – Koenig ⥋ Draguignan – Hôpital / La Clappe                    | Draguignan – Koenig ⥋ Draguignan – Hôpital / La Clappe                    | Draguignan – Koenig ⥋ Draguignan – Hôpital / La Clappe                    |
| ----- | --- | ------------------------------------------------------------------------- | ------------------------------------------------------------------------- | ------------------------------------------------------------------------- | ------------------------------------------------------------------------- | ------------------------------------------------------------------------- | ------------------------------------------------------------------------- | ------------------------------------------------------------------------- | ------------------------------------------------------------------------- |
| 1     | Ouverture / Fermeture — / — | Longueur 7-9 km                                                           | Durée 30 min                                                              | Nb. d’arrêts 30-36                                                        | Matériel Midibus                                                          | Jours de fonctionnement L, Ma, Me, J, V, S                                | Jour / Soir / Nuit / Fêtes O / N / N / N                                  | Voy. / an —                                                               | Dépôt Régie des Transports de Draguignan                                  |
| 1     | Desserte : Club Hippique / Lycée Léon Blum / Collège Émile Thomas / Cinéma CGR / Halte Routière / Centre-Ville / Hôpital                                                                                         |                                                                           |                                                                           |                                                                           |                                                                           |                                                                           |                                                                           |                                                                           |                                                                           |
| 1     | Autre : - Date de dernière mise à jour : 22 août 2024. |                                                                           |                                                                           |                                                                           |                                                                           |                                                                           |                                                                           |                                                                           |                                                                           |
| 1     | Dernière actualisation : — |                                                                           |                                                                           |                                                                           |                                                                           |                                                                           |                                                                           |                                                                           |                                                                           |
| 2     | Draguignan – Micocoulier ⥋ Draguignan – Place de la Paix | Draguignan – Micocoulier ⥋ Draguignan – Place de la Paix                  | Draguignan – Micocoulier ⥋ Draguignan – Place de la Paix                  | Draguignan – Micocoulier ⥋ Draguignan – Place de la Paix                  | Draguignan – Micocoulier ⥋ Draguignan – Place de la Paix                  | Draguignan – Micocoulier ⥋ Draguignan – Place de la Paix                  | Draguignan – Micocoulier ⥋ Draguignan – Place de la Paix                  | Draguignan – Micocoulier ⥋ Draguignan – Place de la Paix                  | Draguignan – Micocoulier ⥋ Draguignan – Place de la Paix                  |
| 2     | Ouverture / Fermeture — / — | Longueur —                                                                | Durée 30-40 min                                                           | Nb. d’arrêts —                                                            | Matériel Dietrich Vehicules City 23                                       | Jours de fonctionnement L, Ma, Me, J, V, S                                | Jour / Soir / Nuit / Fêtes O / N / N / N                                  | Voy. / an —                                                               | Dépôt Régie des Transports de Draguignan                                  |
| 2     | Desserte : Micocoulier / Petit Plan / IUT / Halte Routière / Centre-Ville / La Sambre / Cimetières / Lycée Jean Moulin                                                                                           |                                                                           |                                                                           |                                                                           |                                                                           |                                                                           |                                                                           |                                                                           |                                                                           |
| 2     | Autre : - Date de dernière mise à jour : 22 août 2024. |                                                                           |                                                                           |                                                                           |                                                                           |                                                                           |                                                                           |                                                                           |                                                                           |
| 2     | Dernière actualisation : — |                                                                           |                                                                           |                                                                           |                                                                           |                                                                           |                                                                           |                                                                           |                                                                           |
| 3     | Draguignan – Salamandrier / Caussemille ⥋ Draguignan – Quartier Bonaparte | Draguignan – Salamandrier / Caussemille ⥋ Draguignan – Quartier Bonaparte | Draguignan – Salamandrier / Caussemille ⥋ Draguignan – Quartier Bonaparte | Draguignan – Salamandrier / Caussemille ⥋ Draguignan – Quartier Bonaparte | Draguignan – Salamandrier / Caussemille ⥋ Draguignan – Quartier Bonaparte | Draguignan – Salamandrier / Caussemille ⥋ Draguignan – Quartier Bonaparte | Draguignan – Salamandrier / Caussemille ⥋ Draguignan – Quartier Bonaparte | Draguignan – Salamandrier / Caussemille ⥋ Draguignan – Quartier Bonaparte | Draguignan – Salamandrier / Caussemille ⥋ Draguignan – Quartier Bonaparte |
| 3     | Ouverture / Fermeture — / — | Longueur 9-10 km                                                          | Durée 45-50 min                                                           | Nb. d’arrêts —                                                            | Matériel Standards                                                        | Jours de fonctionnement L, Ma, Me, J, V, S                                | Jour / Soir / Nuit / Fêtes O / N / N / N                                  | Voy. / an —                                                               | Dépôt Régie des Transports de Draguignan                                  |
| 3     | Desserte : Centre Commercial Salamandrier / ZA du Pont de Lorgues / Halte Routière / Centre-Ville / Cimetières / Médiathèque / Les Coteaux / Écoles Militaires                                                   |                                                                           |                                                                           |                                                                           |                                                                           |                                                                           |                                                                           |                                                                           |                                                                           |
| 3     | Autre : - Date de dernière mise à jour : 22 août 2024. |                                                                           |                                                                           |                                                                           |                                                                           |                                                                           |                                                                           |                                                                           |                                                                           |
| 3     | Dernière actualisation : — |                                                                           |                                                                           |                                                                           |                                                                           |                                                                           |                                                                           |                                                                           |                                                                           |
| 4 TAD | Transport à la demande | Transport à la demande                                                    | Transport à la demande                                                    | Transport à la demande                                                    | Transport à la demande                                                    | Transport à la demande                                                    | Transport à la demande                                                    | Transport à la demande                                                    | Transport à la demande                                                    |
| 4 TAD | ? ⥋ ? |                                                                           |                                                                           |                                                                           |                                                                           |                                                                           |                                                                           |                                                                           |                                                                           |
| 4 TAD | Ouverture / Fermeture — / — | Longueur —                                                                | Durée —                                                                   | Nb. d’arrêts —                                                            | Matériel Midibus                                                          | Jours de fonctionnement —                                                 | Jour / Soir / Nuit / Fêtes — / — / — / —                                  | Voy. / an —                                                               | Dépôt Régie des Transports de Draguignan                                  |
| 4 TAD | Desserte : Transport à la Demande accessible du lundi au samedi (sauf jours fériés) de 6h à 20h. Réserver 24h à l'avance entre 8h et 12h30 et entre 13h45 et 17h00 au numéro : 0 800 65 12 20 (appels gratuits). |                                                                           |                                                                           |                                                                           |                                                                           |                                                                           |                                                                           |                                                                           |                                                                           |
| 4 TAD | Autre : - Date de dernière mise à jour : 22 août 2024. |                                                                           |                                                                           |                                                                           |                                                                           |                                                                           |                                                                           |                                                                           |                                                                           |
| 4 TAD | Dernière actualisation : — |                                                                           |                                                                           |                                                                           |                                                                           |                                                                           |                                                                           |                                                                           |                                                                           |
| 5     | Navette Gare SNCF | Navette Gare SNCF                                                         | Navette Gare SNCF                                                         | Navette Gare SNCF                                                         | Navette Gare SNCF                                                         | Navette Gare SNCF                                                         | Navette Gare SNCF                                                         | Navette Gare SNCF                                                         | Navette Gare SNCF                                                         |
| 5     | Draguignan - Halte Routière ⥋ Les Arcs - Gare SNCF |                                                                           |                                                                           |                                                                           |                                                                           |                                                                           |                                                                           |                                                                           |                                                                           |
| 5     | Ouverture / Fermeture — / — | Longueur 12 km                                                            | Durée 25-30 min                                                           | Nb. d’arrêts —                                                            | Matériel Standards                                                        | Jours de fonctionnement L, Ma, Me, J, V, S, D                             | Jour / Soir / Nuit / Fêtes O / O / N / O                                  | Voy. / an —                                                               | Dépôt Beltrame - Autocars Bleu Voyages - Draguignan                       |
| 5     | Desserte : Draguignan / Trans-en-Provence / Les Arcs-sur-Argens |                                                                           |                                                                           |                                                                           |                                                                           |                                                                           |                                                                           |                                                                           |                                                                           |
| 5     | Autre : - Date de dernière mise à jour : 22 août 2024. |                                                                           |                                                                           |                                                                           |                                                                           |                                                                           |                                                                           |                                                                           |                                                                           |
| 5     | Dernière actualisation : — |                                                                           |                                                                           |                                                                           |                                                                           |                                                                           |                                                                           |                                                                           |                                                                           |

### Lignes interurbaines
| Ligne | Caractéristiques                                                                            | Caractéristiques                                          | Caractéristiques                                          | Caractéristiques                                          | Caractéristiques                                          | Caractéristiques                                          | Caractéristiques                                          | Caractéristiques                                          | Caractéristiques                                          |
| 6     | Draguignan - Halte Routière ⥋ Flayosc - Village                                             | Draguignan - Halte Routière ⥋ Flayosc - Village           | Draguignan - Halte Routière ⥋ Flayosc - Village           | Draguignan - Halte Routière ⥋ Flayosc - Village           | Draguignan - Halte Routière ⥋ Flayosc - Village           | Draguignan - Halte Routière ⥋ Flayosc - Village           | Draguignan - Halte Routière ⥋ Flayosc - Village           | Draguignan - Halte Routière ⥋ Flayosc - Village           | Draguignan - Halte Routière ⥋ Flayosc - Village           |
| ----- | ------------------------------------------------------------------------------------------- | --------------------------------------------------------- | --------------------------------------------------------- | --------------------------------------------------------- | --------------------------------------------------------- | --------------------------------------------------------- | --------------------------------------------------------- | --------------------------------------------------------- | --------------------------------------------------------- |
| 6     | Ouverture / Fermeture — / —                                                                 | Longueur 8 km                                             | Durée 25 min                                              | Nb. d’arrêts —                                            | Matériel Midibus                                          | Jours de fonctionnement L, Ma, Me, J, V, S                | Jour / Soir / Nuit / Fêtes O / N / N / N                  | Voy. / an —                                               | Dépôt Transdev Var - Le Muy                               |
| 6     | Desserte : Draguignan / Flayosc                                                             |                                                           |                                                           |                                                           |                                                           |                                                           |                                                           |                                                           |                                                           |
| 6     | Autre : - Date de dernière mise à jour : 22 août 2024.                                      |                                                           |                                                           |                                                           |                                                           |                                                           |                                                           |                                                           |                                                           |
| 6     | Dernière actualisation : —                                                                  |                                                           |                                                           |                                                           |                                                           |                                                           |                                                           |                                                           |                                                           |
| 9     | Draguignan - Collège Sainte-Marthe ⥋ Vidauban - La Péade                                    | Draguignan - Collège Sainte-Marthe ⥋ Vidauban - La Péade  | Draguignan - Collège Sainte-Marthe ⥋ Vidauban - La Péade  | Draguignan - Collège Sainte-Marthe ⥋ Vidauban - La Péade  | Draguignan - Collège Sainte-Marthe ⥋ Vidauban - La Péade  | Draguignan - Collège Sainte-Marthe ⥋ Vidauban - La Péade  | Draguignan - Collège Sainte-Marthe ⥋ Vidauban - La Péade  | Draguignan - Collège Sainte-Marthe ⥋ Vidauban - La Péade  | Draguignan - Collège Sainte-Marthe ⥋ Vidauban - La Péade  |
| 9     | Ouverture / Fermeture — / —                                                                 | Longueur 24 km                                            | Durée 45-50 min                                           | Nb. d’arrêts —                                            | Matériel Standards                                        | Jours de fonctionnement L, Ma, Me, J, V, S                | Jour / Soir / Nuit / Fêtes O / N / N / N                  | Voy. / an —                                               | Dépôt Beltrame - Autocars Bleu Voyages - Vidauban         |
| 9     | Desserte : Draguignan / Trans-en-Provence / Les Arcs-sur-Argens / Vidauban                  |                                                           |                                                           |                                                           |                                                           |                                                           |                                                           |                                                           |                                                           |
| 9     | Autre : - Date de dernière mise à jour : 22 août 2024.                                      |                                                           |                                                           |                                                           |                                                           |                                                           |                                                           |                                                           |                                                           |
| 9     | Dernière actualisation : —                                                                  |                                                           |                                                           |                                                           |                                                           |                                                           |                                                           |                                                           |                                                           |
| 10    | Draguignan - Halte Routière ⥋ Le Muy - Trois Lotissements                                   | Draguignan - Halte Routière ⥋ Le Muy - Trois Lotissements | Draguignan - Halte Routière ⥋ Le Muy - Trois Lotissements | Draguignan - Halte Routière ⥋ Le Muy - Trois Lotissements | Draguignan - Halte Routière ⥋ Le Muy - Trois Lotissements | Draguignan - Halte Routière ⥋ Le Muy - Trois Lotissements | Draguignan - Halte Routière ⥋ Le Muy - Trois Lotissements | Draguignan - Halte Routière ⥋ Le Muy - Trois Lotissements | Draguignan - Halte Routière ⥋ Le Muy - Trois Lotissements |
| 10    | Ouverture / Fermeture — / —                                                                 | Longueur 18 km                                            | Durée 35-40 min                                           | Nb. d’arrêts —                                            | Matériel Standards                                        | Jours de fonctionnement L, Ma, Me, J, V, S                | Jour / Soir / Nuit / Fêtes O / N / N / N                  | Voy. / an —                                               | Dépôt SUMA Le Muy                                         |
| 10    | Desserte : Draguignan / Le Muy                                                              |                                                           |                                                           |                                                           |                                                           |                                                           |                                                           |                                                           |                                                           |
| 10    | Autre : - Date de dernière mise à jour : 22 août 2024.                                      |                                                           |                                                           |                                                           |                                                           |                                                           |                                                           |                                                           |                                                           |
| 10    | Dernière actualisation : —                                                                  |                                                           |                                                           |                                                           |                                                           |                                                           |                                                           |                                                           |                                                           |
| 11    | Draguignan - Halte Routière ⥋ Lorgues - Cité Scolaire                                       | Draguignan - Halte Routière ⥋ Lorgues - Cité Scolaire     | Draguignan - Halte Routière ⥋ Lorgues - Cité Scolaire     | Draguignan - Halte Routière ⥋ Lorgues - Cité Scolaire     | Draguignan - Halte Routière ⥋ Lorgues - Cité Scolaire     | Draguignan - Halte Routière ⥋ Lorgues - Cité Scolaire     | Draguignan - Halte Routière ⥋ Lorgues - Cité Scolaire     | Draguignan - Halte Routière ⥋ Lorgues - Cité Scolaire     | Draguignan - Halte Routière ⥋ Lorgues - Cité Scolaire     |
| 11    | Ouverture / Fermeture — / —                                                                 | Longueur 14 km                                            | Durée 30-35 min                                           | Nb. d’arrêts —                                            | Matériel Autocars                                         | Jours de fonctionnement L, Ma, Me, J, V, S                | Jour / Soir / Nuit / Fêtes O / N / N / N                  | Voy. / an —                                               | Dépôt Transdev Var - Le Muy                               |
| 11    | Desserte : Draguignan / Lorgues                                                             |                                                           |                                                           |                                                           |                                                           |                                                           |                                                           |                                                           |                                                           |
| 11    | Autre : - Date de dernière mise à jour : 22 août 2024.                                      |                                                           |                                                           |                                                           |                                                           |                                                           |                                                           |                                                           |                                                           |
| 11    | Dernière actualisation : —                                                                  |                                                           |                                                           |                                                           |                                                           |                                                           |                                                           |                                                           |                                                           |
| 12    | Draguignan - Halte Routière ⥋ Ampus - Village                                               | Draguignan - Halte Routière ⥋ Ampus - Village             | Draguignan - Halte Routière ⥋ Ampus - Village             | Draguignan - Halte Routière ⥋ Ampus - Village             | Draguignan - Halte Routière ⥋ Ampus - Village             | Draguignan - Halte Routière ⥋ Ampus - Village             | Draguignan - Halte Routière ⥋ Ampus - Village             | Draguignan - Halte Routière ⥋ Ampus - Village             | Draguignan - Halte Routière ⥋ Ampus - Village             |
| 12    | Ouverture / Fermeture — / —                                                                 | Longueur —                                                | Durée 40 min                                              | Nb. d’arrêts —                                            | Matériel Midibus                                          | Jours de fonctionnement L, Ma, Me, J, V, S                | Jour / Soir / Nuit / Fêtes O / N / N / N                  | Voy. / an —                                               | Dépôt Beltrame - Autocars Bleu Voyages - Draguignan       |
| 12    | Desserte : Draguignan / Ampus                                                               |                                                           |                                                           |                                                           |                                                           |                                                           |                                                           |                                                           |                                                           |
| 12    | Autre : - Date de dernière mise à jour : 22 août 2024.                                      |                                                           |                                                           |                                                           |                                                           |                                                           |                                                           |                                                           |                                                           |
| 12    | Dernière actualisation : —                                                                  |                                                           |                                                           |                                                           |                                                           |                                                           |                                                           |                                                           |                                                           |
| 13    | Lorgues - Cité Scolaire ⥋ La Motte - Écoles                                                 | Lorgues - Cité Scolaire ⥋ La Motte - Écoles               | Lorgues - Cité Scolaire ⥋ La Motte - Écoles               | Lorgues - Cité Scolaire ⥋ La Motte - Écoles               | Lorgues - Cité Scolaire ⥋ La Motte - Écoles               | Lorgues - Cité Scolaire ⥋ La Motte - Écoles               | Lorgues - Cité Scolaire ⥋ La Motte - Écoles               | Lorgues - Cité Scolaire ⥋ La Motte - Écoles               | Lorgues - Cité Scolaire ⥋ La Motte - Écoles               |
| 13    | Ouverture / Fermeture — / —                                                                 | Longueur 34 km                                            | Durée 55-60 min                                           | Nb. d’arrêts —                                            | Matériel Standards                                        | Jours de fonctionnement L, Ma, Me, J, V                   | Jour / Soir / Nuit / Fêtes O / N / N / N                  | Voy. / an —                                               | Dépôt Beltrame - Autocars Bleu Voyages - Draguignan       |
| 13    | Desserte : Lorgues / Taradeau / Les Arcs-sur-Argens / Trans-en-Provence / Le Muy / La Motte |                                                           |                                                           |                                                           |                                                           |                                                           |                                                           |                                                           |                                                           |
| 13    | Autre : - Date de dernière mise à jour : 22 août 2024.                                      |                                                           |                                                           |                                                           |                                                           |                                                           |                                                           |                                                           |                                                           |
| 13    | Dernière actualisation : —                                                                  |                                                           |                                                           |                                                           |                                                           |                                                           |                                                           |                                                           |                                                           |

## Parc de véhicules
En août 2024, le parc d'autobus du réseau TedBUS est composé de 21 véhicules dont 7 bus standards, 9 midibus, 2 minibus et 3 autocars. Au sein de cette flotte, 10 bus fonctionnent au gaz naturel, les autres véhicules sont équipés de moteurs Diesel.

### Bus standards
| Constructeur | Modèle              | Nombre | Numéros de parc                   | Période de mise en service     | Affectation     | Observation |
| ------------ | ------------------- | ------ | --------------------------------- | ------------------------------ | --------------- | ----------- |
| Iveco Bus    | Crossway LE Line NP | 7      | 627, 1167-1168, 1170-1172, 103592 | Entre mai 2019 et juillet 2021 | 3, 5, 9, 10, 13 | –           |

### Midibus
| Constructeur | Modèle          | Nombre | Numéros de parc | Période de mise en service      | Affectation | Observation      |
| ------------ | --------------- | ------ | --------------- | ------------------------------- | ----------- | ---------------- |
| Heuliez Bus  | GX 117          | 2      | 1, 4            | Entre août 2002 et juin 2005    | 1, 4, 6, 12 | Réforme en cours |
| Heuliez Bus  | GX 127          | 3      | 6, 8, 12        | Entre février 2009 à mars 2013  | 1, 4, 6, 12 | –                |
| Iveco Bus    | Urbanway 10 GNV | 4      | 13, 14, 15, 16  | Entre février 2020 et juin 2021 | 1, 4, 6, 12 | –                |

### Minibus
| Constructeur  | Modèle               | Nombre | Numéros de parc | Période de mise en service | Affectation | Observation |
| ------------- | -------------------- | ------ | --------------- | -------------------------- | ----------- | ----------- |
| Mercedes-Benz | Sprinter Mobility 23 | 1      | 7               | Novembre 2016              | 2           | –           |
| Renault       | Renault Master II    | 1      | 9               | Mars 2006                  | 2           | –           |

### Autocars
| Constructeur | Modèle           | Nombre | Numéros de parc        | Période de mise en service      | Affectation | Observation |
| ------------ | ---------------- | ------ | ---------------------- | ------------------------------- | ----------- | ----------- |
| Iveco Bus    | Crossway Line NP | 3      | 103849, 104214, 104501 | Entre mai 2019 à septembre 2019 | 11          | –           |

### Dépôts
- Le dépôt de Régie des Transports de Draguignan est situé dans la principauté, au ZI Pont de Lorgues, 83300 Draguignan
- Le dépôt de Transdev Var est situé dans la principauté, au ZI Les Ferrières, Rue du Liège, 83490 Le Muy
- Le dépôt de Beltrame-Autocars Bleu Voyages-Vidauban est situé dans la principauté, au 751 Chem. des Incapis, 83300 Draguignan